# Marc Degryse
Marc Gabriel Degryse (Roeselare, Bélgica, 4 de septiembre de 1965) es un exfutbolista belga, que se desempeñó como delantero en diversos clubes de Bélgica, Países Bajos e Inglaterra.

## Selección nacional
Fue miembro de la selección de fútbol de Bélgica, con la cual jugó 63 partidos internacionales y anotó 23 goles. Participó con su selección de dos Copas Mundiales: la de Italia en 1990, donde convirtió un gol ante Corea del Sur, y la de Estados Unidos en 1994, donde convirtió un gol ante Marruecos.

### Participaciones en Copas del Mundo
| Mundial                        | Sede           | Resultado        |
| ------------------------------ | -------------- | ---------------- |
| Copa Mundial de Fútbol de 1990 | Italia         | Octavos de final |
| Copa Mundial de Fútbol de 1994 | Estados Unidos | Octavos de final |

## Clubes
| Club                | País         | Año       |
| ------------------- | ------------ | --------- |
| Club Brujas         | Bélgica      | 1983-1989 |
| RSC Anderlecht      | Bélgica      | 1989-1995 |
| Sheffield Wednesday | Inglaterra   | 1995-1996 |
| PSV Eindhoven       | Países Bajos | 1996-1998 |
| KAA Gent            | Bélgica      | 1998-1999 |
| Germinal Beerschot  | Bélgica      | 1999-2002 |